# Emmanuel Auguste de la Motte Baraffe
Emmanuel Auguste Marie Joseph de la Motte Baraffe,  ( Tournai, 15 septembre 1782 – Ere, 9 mai 1852 ) était un noble propriétaire foncier et un homme politique néerlandais à l'époque du Royaume-Uni des Pays-Bas.
En 1815, il obtient reconnaissance de noblesse et concession du titre de baron et devient membre de la Seconde Chambre des États généraux pendant 11 ans. Outre son mandat de député , il fut, entre autres, chambellan du roi Guillaume Ier à Bruxelles, conseiller d'État, gouverneur de la province de Hainaut et membre du conseil de régence de Tournai.
Après l'indépendance de la Belgique, il devient citoyen belge.
1. ↑  « E.A.M.J. baron De la Motte Baraffe - parlement.com » [archive du 2 janvier 2023]